# Nádasok és magassásosok

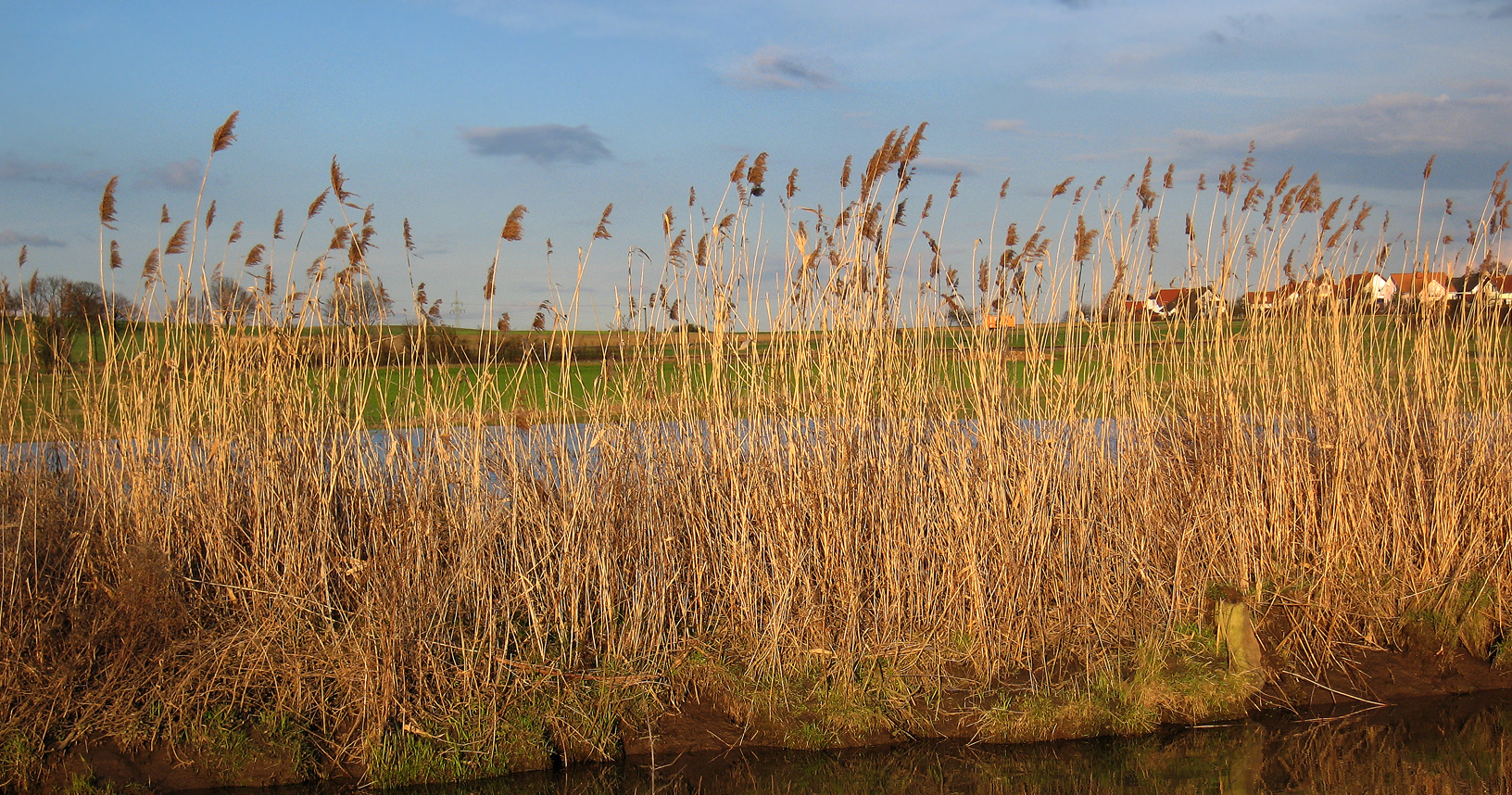
Nád (Phragmites australis)

A nádasok és magassásosok társulástani osztálya Magyarország mocsári és lápi növényzetének leglátványosabb, messziről is feltűnő növénytársulásait foglalja össze. Az osztályt egyes szerzők mocsári növényzet (Phragmitetea) néven említik.

## Elterjedésük
Eurázsiában a mérsékelt és a szubtrópusi égövben terjedtek el – északabbra, a boreális övben, valamint a magashegységekben alacsonysásos láprétek (Scheuchzerio-Caricetea fuscae) helyettesítik őket.

## Fajösszetételük
A társulások felépítésében meghatározó szerepet játszik
- közönséges nád (Phragmites communis, Phragmites australis),
- széleslevelű gyékény (Typha latifolia),
- keskenylevelű gyékény (Typha angustifolia),
- tavi káka (Schoenoplectus lacustris),
- sziki káka (Bolboschoenus maritimus),
- virágkáka (Butomus umbellatus),
- vízi harmatkása (Glyceria maxima),
- ágas békabuzogány (Sparganium erectum),
- zsombéksás (Carex elata),
- bugás sás (Carex paniculata),
- villás sás (Carex pseudocyperus),
- parti sás (Carex riparia),
- mocsári sás (Carex acutiformis),
- téli sás (Carex mariscus),
- éles sás (Carex gracilis).
- sárga nőszirom (Iris pseudacorus),
- vízi hídőr (Alisma plantago-aquatica),
- kálmos (Acorus calamus).

Hosszú vízborítást és nagy vízszintingadozást elviselő fajok
- vízi mételykóró (Oenanthe aquatica),
- vízi kányafű (Rorippa amphibia),
- réti harmatkása (Glyceria fluitans),
- virágkáka (Butomus umbellatus),
- nyílfű (Sagittaria sagittifolia),
- mocsári csetkáka (Eleocharis palustris) stb.

Az áramló vízhez és annak mederalakító munkájához jól alkalmazkodó fajok
- fodros harmatkása (Glyceria plicata),
- deréceveronika (Veronica beccabunga),
- vízitorma (Nasturtium officinale),
- keskenylevelű békakorsó (Sium erectum) stb.

Jellegzetes kísérő fajok
- réti füzény (Lythrum salicaria),
- nyúlánk galaj (Galium elongatum),
- közönséges lizinka (Lysimachia vulgaris).

## Életmódjuk, termőhelyük
Állóvizek (tavak, holtágak, kisvizek, bányagödrök stb.) és folyóvizek mentén, lápokon, ártereken fordulnak elő. Szikes területek vizes élőhelyein is kialakulnak. Egyes társulások a víz tápanyagtartalma szerint különülnek el. Néhol a láp- és ligeterdők irtása nyomán alakulnak ki. Egyes társulások kifejezetten magasra növő fajokból állnak, de vannak egészen alacsonyak is, amelyek alig emelkednek ki a vízfelszínből. Az állományok sűrűsége változatos: pionír stádiumaik többnyire ritkásak, de a főleg erősen kompetitor fajokból álló társulások idővel nagyon besűrűsödhetnek. Jellemző fajaik gyakran vegetatívan, sarjtelepekkel terjeszkednek. Szélsőséges környezeti feltételek között (például hosszan tartó magas vízállást követő kiszáradás hatására) fényigényes generalista fajokból álló, ritkás társulások jöhetnek létre.
A nádasokat szerte Európában veszélyeztetett társulásoknak tekintik.

## Társulástani felosztásuk
Bár az osztály fajösszetétele viszonylag egyöntetű, azt a társulások eltérő szerkezete valamint a víz és termőhely minőségi különbségei szerint öt alegységre tagolják. Ezeket egyes szerzők (Borhidi, 2003) növénytársulástani rendeknek tekintik, mások (Turcsányi, 2005) asszociációsorozatnak írják le őket. 
1. nádasok (Phragmitetalia),
2. szikes nádasok (szikes mocsarak, Bolboschoenetalia),
3. patakparti nádasok és magaskórósok (Nasturtio-Glycerietalia),
4. mételykórós és virágkákás nádasok (Oenen-thetalia),
5. magassásosok (Magnocaricetalia).